# Гжегож Наперальський
Гжегож Бернар Наперальський (пол. Grzegorz Bernard Napieralski; нар. 18 березня 1974, Щецин) — польський політик, колишній лідер партії Союз демократичних лівих сил, партійний кандидат на президентських виборах 2010 року.

## Біографія
У 1995-1999 був секретарем Щецинського відділення партії Соціал-демократія Республіки Польща (входила до СДЛС), закінчив Щецинський університет у 2000 році (магістр політології). У 2002 році став помічником західно-поморського воєводи. У 2004 році, після переходу Богуслава Ліберадзського до Європейського парламенту, Наперальський був обраний до Сейму; переобирався на виборах у Польщі 2005 і 2007 років. З 2009 року очолює фракцію СДЛС в Сеймі.
У 2004 році став заступником голови СДЛС, в 2005 році — генеральним секретарем (вища технічна посада в партії), а 31 травня 2008 року був обрано новим керівником партії. 22 квітня 2010, після загибелі в авіакатастрофі під Смоленськом кандидата в президенти від СДЛС Єжи Шмайдзиньского став новим кандидатом від партії. На підтримку своєї кандидатури Наперальський зібрав більше 380 тисяч підписів при необхідних 100 тисячах. Кандидатуру Наперальского підтримали також Партія регіонів, партія «Союз праці», генерал Войцех Ярузельський, «Зелені-2004» та інші громадські та політичні сили. Наперальський, який був наймолодшим кандидатом у президенти, вів активну передвиборну кампанію в Інтернеті і зробив ставку на молодих виборців. Аналітики назвали Наперальского головним відкриттям виборів. На президентських виборах Наперальський посів третє місце, отримавши 2 299 870 (13,68%) голосів.
У жовтні 2011 року очолювана ним партія на парламентських виборах посіла п'яте місце з 8,25% голосів виборців і отримала 27 місць у Сеймі. У Сенаті партія місць не отримала. Г. Наперальський визнав велику поразку своєї партії і закликав до оновлення її керівництва.
Одружений, має двох дочок.